# Nässjön, Blekinge
Nässjön är en sjö i Ronneby kommun i Blekinge och ingår i Vierydsåns huvudavrinningsområde. Sjön är 3 meter djup, har en yta på 1,23 kvadratkilometer och befinner sig 14,1 meter över havet. Sjön avvattnas av vattendraget Vierydsån. Vid provfiske har en stor mängd fiskarter fångats, bland annat abborre, björkna, braxen och gers.

## Delavrinningsområde
Nässjön ingår i det delavrinningsområde (623413-146236) som SMHI kallar för Utloppet av Nässjön. Medelhöjden är 32 meter över havet och ytan är 9,28 kvadratkilometer. Räknas de 8 avrinningsområdena uppströms in blir den ackumulerade arean 146,89 kvadratkilometer. Avrinningsområdets utflöde Vierydsån mynnar i havet. Avrinningsområdet består mestadels av skog (54 %) och jordbruk (23 %). Avrinningsområdet har 1,14 kvadratkilometer vattenytor vilket ger det en sjöprocent på 12,3 %.

## Fisk
Vid provfiske har följande fisk fångats i sjön:
- Abborre
- Björkna
- Braxen
- Gärs
- Gädda
- Gös
- Karpfisk obestämd
- Mört
- Sarv
- Sutare
- Ål